# Conselho Mundial de Muay Thai
O Conselho Mundial de Muaythai (WMC) é uma das mais antigas e maiores organizações profissionais de sanção do mundo, dirigida ao Muaythai. A organização foi criada em 1995 pelo governo nacional da Tailândia e sancionado pela Autoridade Desportiva da Tailândia (Sports Authority of Thailand).. O WMC é o único corpo esportivo reconhecido profissional que rege para a arte e espírito do Muaythai na Tailândia e em todo o mundo. A organização foi criada em 1995 por resolução do parlamento, e está implantada pelo governo do Reino da Tailândia e sancionado pela Autoridade Desportiva da Tailândia, sob o Ministério do Turismo e Esportes da Tailândia. O Conselho tem a responsabilidade da expansão do Muaythai mundial, tratando de apoiar o interesse e atletas jovens para aprender as habilidades de Muaythai e para ajudar na busca da excelência na arte. O principal objetivo do Conselho é manter e promover a excelência na arte de Muaythai. Este é predominantemente como uma forma de arte cultural, além de uma forma de auto-defesa e um popular esporte. Juntamente com os objetivos acima enunciados, o WMC tem diretiva do governo para regular todas as competições do Muaythai mundial, esta em conformidade com os artigos aprovados pelo governo de Associação.

## WMC no Brasil
A WMC age em cooperação com a IFMA - Federação Internacional de Muaythai Amador, e no Brasil a única Confederação filiada a IFMA por conseguinte estando filiada a WMC é a CBMTT - Confederação Brasileira de Muaythai Tradicional, com sede em Porto Alegre.

## Campeões atuais

### Campeões mundiais masculinos
| Weight Class        | Champion              | Date Won             |
| ------------------- | --------------------- | -------------------- |
| Super Heavyweight   | Vago                  | –                    |
| Heavyweight         | Vago                  | –                    |
| Cruiserweight       | Vago                  | –                    |
| Light Heavyweight   | Vago                  | –                    |
| Super Middleweight  | Alex Tobiasson Harris | 28 de abril, 2012    |
| Middleweight        | Vago                  | –                    |
| Super Welterweight  | Chalee Sinbimuaythai  | 30 de novembro, 2012 |
| Welterweight        | Vago                  | –                    |
| Super Lightweight   | Vago                  | –                    |
| Lightweight         | Vago                  | –                    |
| Super Featherweight | Vago                  | –                    |
| Featherweight       | Vago                  | –                    |
| Super Bantamweight  | Vago                  | –                    |
| Bantamweight        | Vago                  | –                    |
| Super Flyweight     | Vago                  | –                    |
| Flyweight           | Vago                  | –                    |
| Light Flyweight     | Vago                  | –                    |
| Mini Flyweight      | Vago                  | –                    |

### Female world champions
| Weight Class        | Champion              | Date Won             |
| ------------------- | --------------------- | -------------------- |
| Super Middleweight  | Vago                  | –                    |
| Middleweight        | Vago                  | –                    |
| Super Welterweight  | Geraldine O’Callaghan | 12 de agosto, 2012   |
| Welterweight        | Vago                  | –                    |
| Super Lightweight   | Vago                  | –                    |
| Lightweight         | Claire Haigh          | 12 de agosto, 2012   |
| Super Featherweight | Justine Kish          | 30 de novembro, 2012 |
| Featherweight       | Vago                  | –                    |
| Super Bantamweight  | Vago                  | –                    |
| Bantamweight        | Teresa Wintermyr      | 30 de novembro, 2012 |
| Super Flyweight     | Vago                  | –                    |
| Flyweight           | Vago                  | –                    |
| Light Flyweight     | Vago                  | –                    |
| Mini Flyweight      | Vago                  | –                    |
| Pinweight           | Vago                  | –                    |